# Obere Herrngasse 1 (Schwäbisch Hall)
Das Haus Obere Herrngasse 1 ist ein ehemaliges Rabbinatsgebäude aus der Biedermeierzeit.

## Beschreibung und Geschichte
Ein Vorgängerbau brannte im Jahr 1836 ab. Das Grundstück wurde von Henle Reiß, der eine Brandversicherungsentschädigung von 2.300 fl. erhielt, an Friedrich Eberhard Sandel verkauft. Dieser begann 1837 mit dem Bau des neuen Hauses schräg gegenüber dem Betsaal. Dach und Holzteile wurden dendrochronologisch auf 1836 und 1837 datiert; fertiggestellt wurde das Haus offenbar 1838. In das Muschelkalkpflaster vor dem Eingang wurde diese Jahreszahl eingelegt. 
Der klassizistische Putzbau weist eine symmetrisch gegliederte Fassade mit Zwerchgiebel und Rundbogenportal auf. Am Eingang sind noch die Spuren der Mesusa zu erkennen. Seit 1900 oder 1914 befand sich hier das Rabbinat.
Friedrich Eberhard Sandel verkaufte das Haus im Jahr 1854 an Carl (oder Karl) August Sandel, der es 1870 an den Kaufmann Jakob Kahn verkaufte. Dessen Witwe Jette vererbte es an ihre Tochter Lea Herz, die das Haus im Jahr 1900 übernahm. In den Adressbüchern der Jahre 1928 und 1938 ist das Ehepaar Rifka und Jakob Berlinger als Bewohner genannt. Vor dem Haus ist ein Stolperstein für die 1908 geborene Hausbewohnerin Helene Roberg eingelassen, die 1939 nach Holland floh und später nach Sobibor deportiert wurde.